# ディーノ・コンパーニ

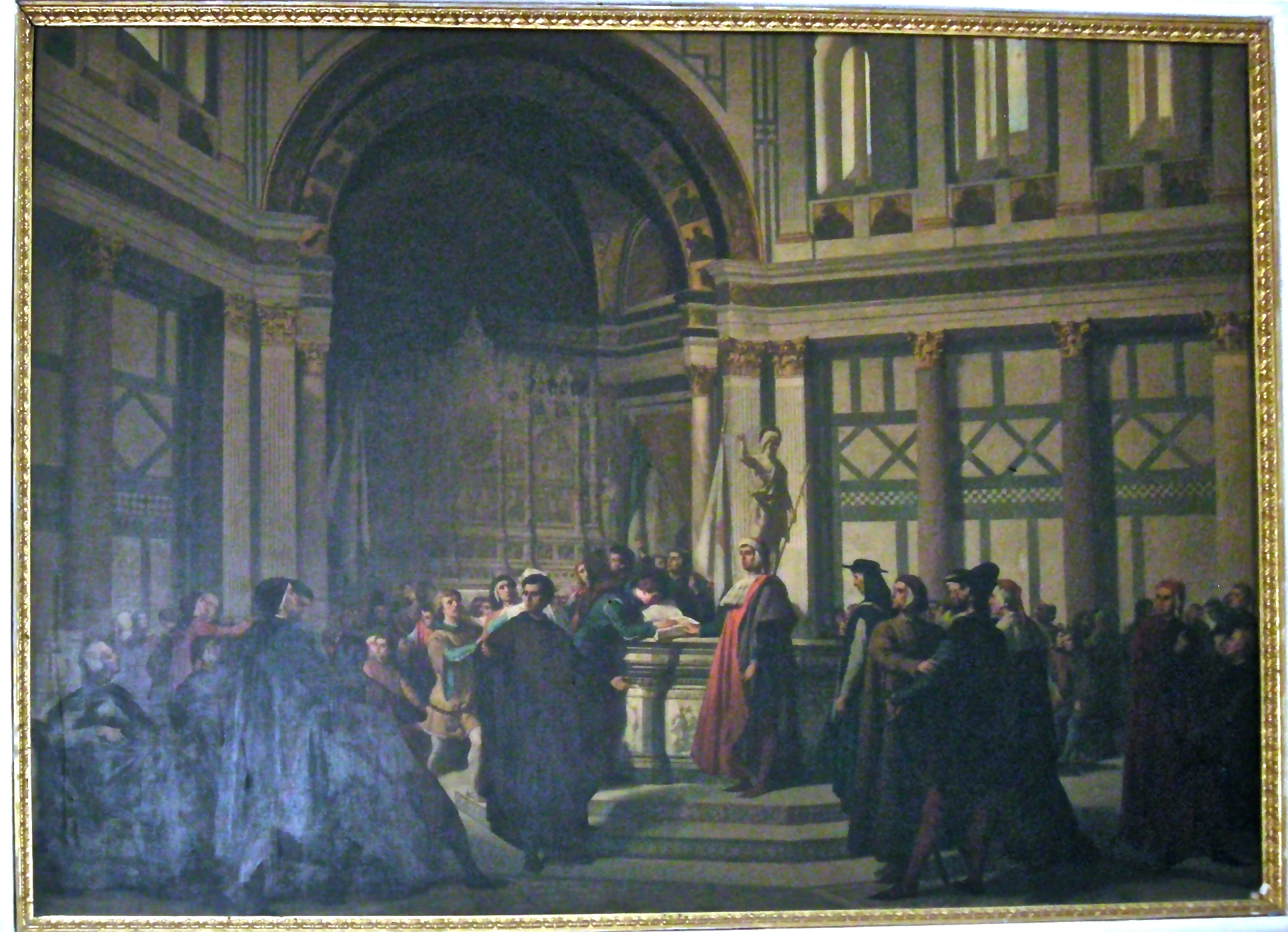
白派と黒派を調停するディーノ

ディーノ・コンパーニ（Dino Compagni、1255年 - 1324年2月26日）は中世イタリアの商人・政治家・年代記作者。

## 生涯

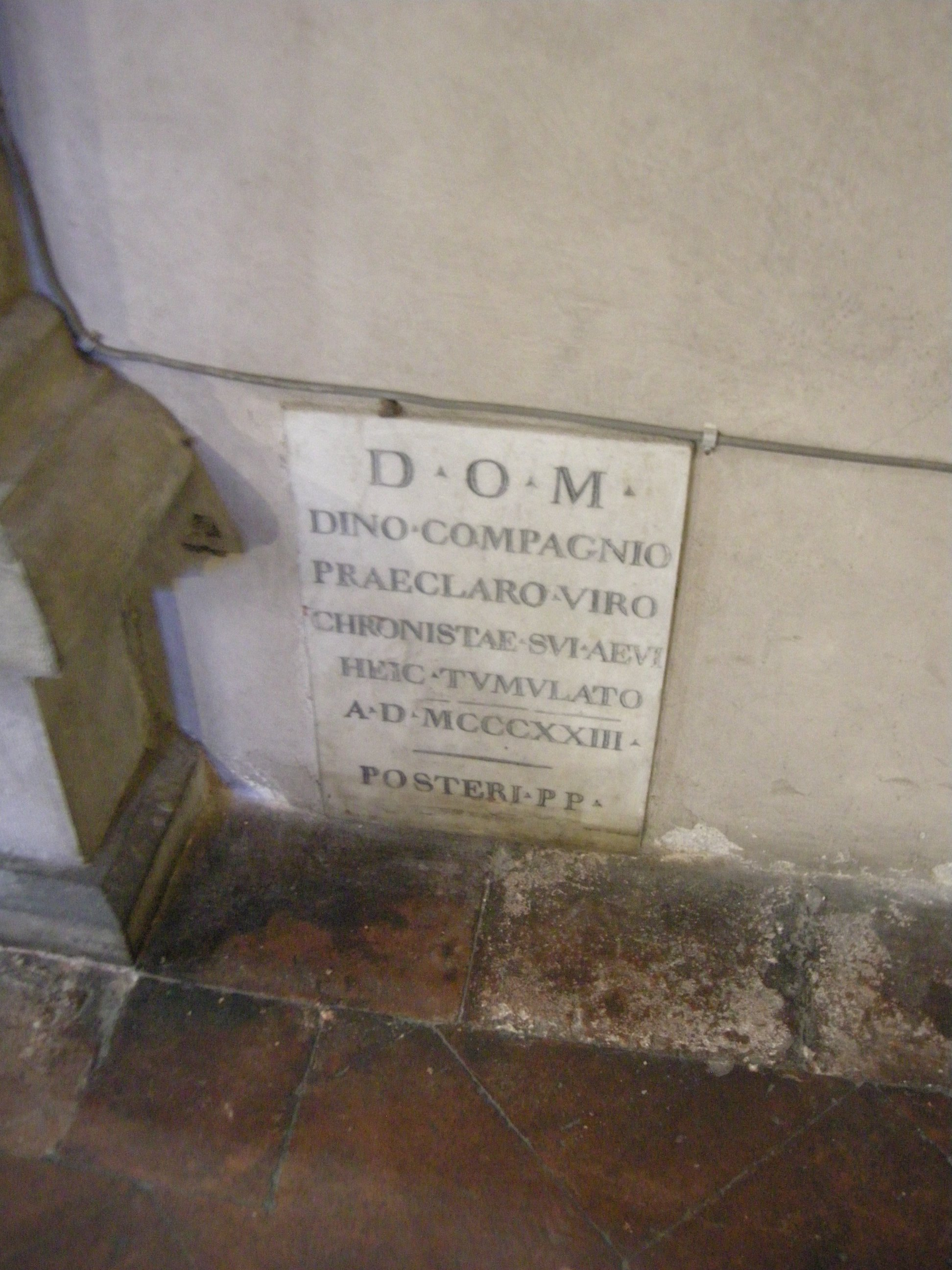
サンタ・トリニタ教会にあるディーノの墓

フィレンツェのポル・サンタ・マリア組合に登録される商人で、名門市民の家に生まれる。青年時代は当時の風習に従ってラテン語とスコラ哲学の初歩、プロヴァンス語とフランス語を習得した。当時は清新体の詩人の一人としてグイード・カヴァルカンティ、ダンテ・アリギエリ、チノ・ダ・ピストイアなどと並び称される。
1280年の組合名簿に初めて名前が登場し、1320年まで記載されている。1282年・1286年・1289年・1291年・1294年・1294年に組合理事に選任された。1282年には25歳の若さで市政改革委員（6名）の一員に抜擢され、代表委員制(Priore)の創設に参画している。以来、市政顧問(Savio)としてフィレンツェ政界に重きをなし、1294年には法制改革委員、1390年には税制改革委員に指名されている。
ディーノの政治活動で最も重要なのは、2度の代表委員（1289年4月15日 - 6月15日、1301年10月15日 - 11月7日）と「正義の旗手 Gonfaloniere di Giustizia」（1293年6月15日 - 8月15日）就任である。当時フィレンツェではチェルキ家を中心とする白派(Bianchi)とドナーティ家を中心とする黒派(Neri)の抗争が激しくなり、それぞれの党派が国外の教皇派と皇帝派に結びつく過程にあった。1293年にはジアノ・デルラ・ベルラ(Giano Della Bella)により「正義の法令 Ordinamenti di giustizia」が発布され、封建貴族が集合していた黒派に打撃を与えており、ジアノはディーノの友人であった。しかしディーノ自身は公正な愛国者として、自派にとって有利な状況よりも両党派の和解を願った。結果として黒派に与していた教皇ボニファティウス8世やシャルル・ド・ヴァロワに乗じられ、「剣を磨くべき時に和平交渉の意志を相手に伝えて」しまい、それは白派の敵に弱気と恐怖の行動と受け取られる。1301年シャルルは1200騎を連れてフィレンツェに入城し、黒派の巨頭コルソ・ドナーティはフィレンツェの市政を奪取した。その年の11月に代表委員は総辞職し、公文書に再び名前の挙がることはない。白派は数年にわたってフィレンツェから粛清・追放されるが、ディーノは前代表委員の特権を楯にとり、放逐を免れた。以後は私人としてのみ半生を送り、商事会社・問屋の所有者として羊毛組合に登録されている。およそ70歳でこの世を去り、サンタ・トリニタ教会に葬られた。

## 年代記
ディーノは1310年から1312年にかけて、フィレンツェを襲った危機を『年代記 Cronica della cose occorrenti ne' tempi suci』に書き残した。この年代記の中でディーノは役者として、また見物人として登場し、国内分裂による損害や黒派や白派が犯した犯罪行為を弾劾した。フィレンツェの破局に手を貸したボニファティウス8世、シャルル・ド・ヴァロワ、コルソ・ドナーティの肖像は容赦ない厳しさで活写されている。イタリアの批評家デ・サンクティスは、同時代の年代記作家ヴィラーニと比較して「ヴィラーニたちは、財産目録でも作っているような落ち着いた無関心さで物語っているのに対して、ディーノとダンテは短剣で歴史を刻んでいる。表面的なことで満足する人はヴィラーニを読みたまえ。だが、事件を生む原因となった情熱、気風、内面生活などを知りたいと思う人は、ディーノを読みたまえ。」と高くディーノを評価した。

### 日本語訳
- 杉浦明平・訳『白黒年代記』（1948年、日本評論社・世界古典文庫）
- デ・サンクティス『イタリア文学史〈1〉中世』（1970年、現代思潮社）
- ブルクハルト『イタリア・ルネサンスの文化』（1974年、中公文庫）